# Luciano Aued
Luciano Román Aued (* 1. März 1987 in La Plata) ist ein argentinischer Fußballspieler. Der Mittelfeldspieler bestritt zwei Länderspiele für die Nationalmannschaft und wurde auf Vereinsebene sechs Mal nationaler Meister in Argentinien sowie in Chile.

## Karriere

### Verein
Luciano Aued kam 2001 in die Jugend von Gimnasia La Plata und schaffte 2007 den Sprung ins Profiteam. Nach dem Abstieg des Klubs in der Clausura 2011 wechselte der Mittelfeldspieler zu Racing Club, wo er 2014 mit Ezequiel Videla die Mittelfeldzentrale bildete und dem Verein nach 13 Jahren wieder zu einer Meisterschaft verhalf. 2017 zog es Aued ins Nachbarland Chile, wo er sich Universidad Católica anschloss. Mit den Cruzados wurde er vier Mal in Folge chilenischer Meister und gewann drei Mal den Supercup. Der chilenische Klub meldete ihn nach entdeckten Unregelmäßigkeiten am Herzen nicht mehr für den Spielbetrieb. 2023 kehrte der Mittelfeldspieler nach Argentinien zurück und lief erst für Unión de Santa Fe, anschließend für Instituto auf. Anfang 2024 schloss er sich dem chilenischen Verein Unión La Calera an. Nach einem halben Jahr wechselte Aued zu Liverpool Montevideo aus Uruguay.

### Nationalmannschaft
In der argentinischen Nationalmannschaft debütierte Luciano Aued im März 2011 beim Freundschaftsspiel gegen Venezuela, als er in der 55. Spielminute für Maximiliano Moralez eingewechselt wurde. Beim 4:1-Erfolg traf der Debütant zum zwischenzeitlichen 4:0. Rund einen Monat später bestritt der zur zweiten Spielhälfte eingewechselte Mittelfeldspieler sein zweites und letztes Länderspiel.

### Erfolge
Racing Club
- Argentinischer Meister: 2014, 2015

Universidad Católica
- Chilenischer Meister: 2018, 2019, 2020, 2021
- Chilenischer Supercup-Sieger: 2019, 2020, 2021

## Sonstiges
Durch seine Zeit in Chile erhielt der Argentinier im Januar 2024 auch de chilenische Staatsbürgerschaft.